# António Bernardo da Costa Cabral
Pour les articles homonymes, voir Da Costa et Cabral.
António Bernardo da Costa Cabral (né à Algodres le 9 mai 1803 — mort à Porto le 1er septembre 1889), 1er comte et 1er marquis de Tomar, plus simplement connu sous le nom de Costa Cabral, est un homme d'État portugais. Il est entre autres : député, pair du royaume, conseiller d'État, ministre de la Justice et des Affaires religieuses, ministre du royaume, et est deux fois premier ministre.
Sous son gouvernement, en 1846, a lieu la révolte de Maria da Fonte.